# IJsland op het Eurovisiesongfestival 2011
IJsland nam deel aan het Eurovisiesongfestival 2011 in Düsseldorf, Duitsland. Het was de 24ste deelname van het land op het Eurovisiesongfestival. De inzending werd gekozen via de nationale voorronde Söngvakeppni Sjónvarpsins. RUV was verantwoordelijk voor de IJslandse bijdrage voor de editie van 2011.

## Selectieprocedure
Op 15 september 2010 maakte RUV bekend dat het componisten tot 18 oktober de tijd gaf om inzendingen naar de omroep te sturen. Enkel inwoners van IJsland mochten deelnemen, maar deze mochten wel samenwerken met buitenlandse componisten en tekstschrijvers. Elke componist mocht maximaal met drie nummers deelnemen aan de preselectie. Op 8 november veranderde de omroep echter plots van tactiek. Er werden zestien componisten (veertien individueel, twee als duo) geselecteerd die een lied mochten schrijven voor de nationale voorronde, waarvan de finale zou plaatsvinden op 12 februari 2011. Er waren op dat moment al 174 nummers ingezonden.
Jóhanna Guðrún Jónsdóttir nam opnieuw deel aan de IJslandse preselecties. In 2009 won ze Söngvakeppni Sjónvarpsins met Is it true, waarna ze op het Eurovisiesongfestival in Moskou knap tweede werd. Sigurjón Brink, die reeds in 2005 en 2010 deelnam aan de IJslandse voorrondes, had moeten aantreden in de derde halve finale op 29 januari, maar stierf twee weken eerder onverwacht. Na overleg met de familie werd beslist het nummer Aftur heim toch in de competitie te houden. Het werd vertolkt door vrienden van Brink. Tot ieders verbazing wisten de vrienden de competitie te winnen, waardoor ze IJsland mochten vertegenwoordigen op het Eurovisiesongfestival 2011 in Düsseldorf. Voor het festival werd het lied wel naar het Engels vertaald als Coming home.

## Söngvakeppni Sjónvarpsins 2011

#### Eerste halve finale
15 januari 2011
| Volgorde | Artiest                | Lied              |
| -------- | ---------------------- | ----------------- |
| 1        | Böddi & JJ Soul Band   | Lagið þitt        |
| 2        | Haraldur Reynisson     | Ef ég hefði vængi |
| 3        | Pétur Örn Guðmundsson  | Elísabet          |
| 4        | Hanna Guðný Hitchon    | Huldumey          |
| 5        | Erna Hrönn Ólafsdóttir | Ástin mín eina    |

#### Tweede halve finale
22 januari 2011
| Volgorde | Artiest                                      | Lied        |
| -------- | -------------------------------------------- | ----------- |
| 1        | Jóhanna Guðrún Jónsdóttir                    | Nótt        |
| 2        | Bryndís Ásmundsdóttir                        | Segðu mér   |
| 3        | Kristján Gíslason & Íslenzka Sveitin         | Þessi þrá   |
| 4        | Rakel Mjöll Leifsdóttir                      | Beint á ská |
| 5        | Matthías Matthíasson & Erla Björg Káradóttir | Eldgos      |

#### Derde halve finale
29 januari 2011
| Volgorde | Artiest            | Lied                |
| -------- | ------------------ | ------------------- |
| 1        | Buff               | Sáluhjálp           |
| 2        | Jógvan Hansen      | Ég lofa             |
| 3        | Magni Ásgeirsson   | Ég trúi á betra líf |
| 4        | Georg Alexander    | Morgunsól           |
| 5        | Sigurjón's Friends | Aftur heim          |

#### Finale
12 februari 2011
| Volgorde | Artiest                                      | Lied                |
| -------- | -------------------------------------------- | ------------------- |
| 1        | Haraldur Reynisson                           | Ef ég hefði vængi   |
| 2        | Erna Hrönn Ólafsdóttir                       | Ástin mín eina      |
| 3        | Jóhanna Guðrún Jónsdóttir                    | Nótt                |
| 4        | Matthías Matthíasson & Erla Björg Káradóttir | Eldgos              |
| 5        | Jógvan Hansen                                | Ég lofa             |
| 6        | Magni Ásgeirsson                             | Ég trúi á betra líf |
| 7        | Sigurjón's Friends                           | Aftur heim          |

## In Düsseldorf
In Düsseldorf trad IJsland aan in de eerste halve finale, op dinsdag 10 mei. IJsland was als veertiende van negentien landen aan de beurt, na Kroatië en voor Hongarije. Bij het openen van de enveloppen bleek dat IJsland zich had gekwalificeerd voor de finale. Na afloop van het festival werd duidelijk dat Sigurjón's Friends op de vierde plaats waren geëindigd, met exact 100 punten. In de finale trad IJsland als 21ste van 25 landen aan, na Slovenië en voor Spanje. IJsland eindigde uiteindelijk op de 20ste plaats, met 61 punten.